# Herb gminy Krośnice
Herb gminy Krośnice – jeden z symboli gminy Krośnice, ustanowiony 12 lutego 2003.

## Wygląd i symbolika
Herb przedstawia na tarczy dzielonej w słup w polu prawym na złotym tle pół orła dolnośląskiego, w polu lewym dzielonym w pas u góry srebrne drzewo, na dole dwie złote ryby, płynące z lewa w skos w dwa różne kierunku, natomiast w centralnej części na czerwonej tarczy srebrną lilię heraldyczną. Drzewo nawiązuje do przyrody gminy, natomiast ryby do lokalnych hodowli, istniejących od wieków. 